# 9 (álbum de Eros Ramazzotti)
9 es el nombre del noveno álbum de estudio grabado por el cantautor italiano de los géneros pop/rock Eros Ramazzotti. Fue lanzado al mercado bajo el sello discográfico BMG el 3 de junio de 2003. El sencillo principal «Un'emozione per sempre» se ubicó en lo más alto de las listas de Italia, Suiza y (su versión española «Una emoción para siempre») España. 9 alcanzó el primer puesto en la lista Italian Albums, donde logró mantenerse catorce semanas; con ventas de 760.000. Resultó ser el disco más vendido de 2003 en Italia. Recibió doce certificaciones, de las cuales la Federación de la Industria Musical Italiana (FIMI) le dio una de 5x plantino.

## Lista de canciones

### Edición de lenguaje italiano
| N.º | Título                          | Escritor(es)                                      | Duración |  |
| 1.  | «Un attimo di pace»             | Ramazzotti, Adelio Cogliati, Claudio Guidetti     | 4:38     |  |
| 2.  | «Solo ieri»                     | Ramazzotti, Cogliati, Guidetti                    | 4:11     |  |
| 3.  | «Un'emozione per sempre»        | Ramazzotti, Cogliati, Guidetti, Maurizio Fabrizio | 3:56     |  |
| 4.  | «Ti vorrei rivivere»            | Ramazzotti, Cogliati, Guidetti                    | 4:29     |  |
| 5.  | «Il buio ha i tuoi occhi»       | Ramazzotti, Cogliati, Guidetti                    | 4:02     |  |
| 6.  | «Un'ancora nel vento»           | Ramazzotti, Cogliati, Guidetti                    | 4:06     |  |
| 7.  | «Piccola pietra»                | Ramazzotti, Cogliati, Guidetti, Fabrizio          | 4:07     |  |
| 8.  | «Mamará»                        | Ramazzotti, Cogliati, Guidetti                    | 4:01     |  |
| 9.  | «L'uomo che guardava le nuvole» | Ramazzotti, Cogliati, Guidetti                    | 3:42     |  |
| 10. | «Canzone per lei»               | Ramazzotti, Cogliati, Guidetti, Fabrizio Lamberti | 3:42     |  |
| 11. | «Non ti prometto niente»        | Ramazzotti, Cogliati, Guidetti                    | 4:06     |  |
| 12. | «Falsa partenza»                | Ramazzotti, Cogliati, Guidetti                    | 4:02     |  |
| 13. | «C'è una melodia»               | Ramazzotti, Cogliati                              | 2:23     |  |

### Edición de lenguaje español
| N.º | Título                           | Escritor(es)                                                     | Duración |  |
| 1.  | «Un segundo de paz»              | Ramazzotti, Adelio Cogliati, Claudio Guidetti, Mila Ortíz Martín | 4:38     |  |
| 2.  | «Sólo ayer»                      | Ramazzotti, Cogliati, Guidetti, Ortíz                            | 4:11     |  |
| 3.  | «Una emoción para siempre»       | Ramazzotti, Cogliati, Guidetti, Maurizio Fabrizio, Ortíz         | 3:56     |  |
| 4.  | «Revivirte otra vez»             | Ramazzotti, Cogliati, Guidetti, Ortíz                            | 4:29     |  |
| 5.  | «La noche son tus ojos»          | Ramazzotti, Cogliati, Guidetti, Ortíz                            | 4:02     |  |
| 6.  | «Un ancla en el viento»          | Ramazzotti, Cogliati, Guidetti, Ortíz                            | 4:06     |  |
| 7.  | «Piedra pequeña»                 | Ramazzotti, Cogliati, Guidetti, Fabrizio, Ortíz                  | 4:07     |  |
| 8.  | «Mamará, una gran mujer»         | Ramazzotti, Cogliati, Guidetti, Ortíz                            | 4:01     |  |
| 9.  | «El hombre que miraba las nubes» | Ramazzotti, Cogliati, Guidetti, Ortíz                            | 3:42     |  |
| 10. | «Canción para ella»              | Ramazzotti, Cogliati, Guidetti, Fabrizio Lamberti, Ortíz         | 3:42     |  |
| 11. | «No te prometo nada»             | Ramazzotti, Cogliati, Guidetti, Ortíz                            | 4:06     |  |
| 12. | «Falsa salida»                   | Ramazzotti, Cogliati, Guidetti, Ortíz                            | 4:02     |  |
| 13. | «Hay una melodía»                | Ramazzotti, Cogliati, Ortíz                                      | 2:23     |  |

## Personal
- Antonio Baglio – masterización
- Luca Bignardi – mezcla, grabación
- Marco Borsatti – asistencia
- Michele Canova – arreglo, teclado, programación, programación de tambor, mezcla
- Vinnie Colaiuta – percusión, batería
- Max Costa – teclado, programación
- Paolo Costa – bajo
- Marco DAgostino – mezcla, asistencia
- Fabrizio Ferri – fotografía
- Alfredo Golino – tambores
- Isobel Griffiths – violín
- Claudio Guidetti – guitarra, bouzouki, piano, arreglo, guitarra eléctrica, arreglo, órgano, piano eléctrico, producción, programación de tambor, mezcla, preproducción, grabación, guitarra barótina
- Michael Landau – guitarra, guitarra eléctrica
- Bruno Malasoma – asistencia, grabación
- John Paterno – grabación
- Eros Ramazzotti – guitarra, percusión, arreglo, guitarra eléctrica, producción, programación de tambor, preproducción, guitarra barótina
- Mila Ortiz Martín - adaptaciones al español y vocal coaching .
- Flora Sala – diseño gráfico
- Celso Valli – piano, arreglo, teclado, órgano, piano eléctrico, producción, arreglos de percusión, sintetizador de bajo, arreglo de coro
- Gavyn Wright – grabación

## Posicionamientos y certificaciones
| Lista (2003)                    | Posición |
| ------------------------------- | -------- |
| Argentine Albums Chart          | 1        |
| Austrian Albums Chart           | 2        |
| Belgian Albums Chart (Flanders) | 3        |
| Belgian Albums Chart (Wallonia) | 3        |
| Danish Albums Chart             | 2        |
| Dutch Albums Chart              | 5        |
| European Albums Chart           | 2        |
| Finnish Albums Chart            | 9        |
| ''French Albums Chart           | 5        |
| German Albums Chart             | 2        |
| Greek Albums Chart              | 1        |
| Hungarian Albums Chart          | 4        |
| Italian Albums Chart            | 1        |
| Norwegian Albums Chart          | 6        |
| Polish Albums Chart             | 18       |
| Portuguese Albums Chart         | 27       |
| Spanish Albums Chart            | 5        |
| Swedish Albums Chart            | 14       |
| Swiss Albums Chart              | 1        |
| EE. UU. Latin Pop Albums        | 9        |
| EE. UU. Top Latin Albums        | 30       |

| País      | Certificaciones |
| --------- | --------------- |
| Argentina | Oro             |
| Austria   | Oro             |
| Bélgica   | Oro             |
| Dinamarca | Oro             |
| Francia   | 2x oro          |
| Alemania  | Platino         |
| Grecia    | Oro             |
| Italiana  | 5x platino      |
| México    | Oro             |
| Noruega   | Oro             |
| Rusia     | Oro             |
| Suiza     | 3x platino      |